# Герб Ненецького автономного округу

Герб Ненецького автономного округу

Герб Ненецького автономного округу є символом Ненецького автономного округу. Прийнятий 4 жовтня 2007 року.

## Опис
У зубчато перетнутому срібному і зеленому полі — блакитна куля, обтяжена срібним полум'ям; вгорі до кулі примикає зелена фігура, утворена трьома сполученими вільними кроквами, увінчаними вгорі малою перекинутою вільною кроквою; внизу — срібна фігура, утворена трьома перекинутими вільними кроквами. Щит увінчано золотою земельною короною і оточено стрічками: справа — Ордену Дружби народів, зліва — Ордену Трудового Червоного прапора.